# Club Sport Coopsol
Sport Coopsol fue un club de fútbol del Perú, de la ciudad de Lima, en el Departamento de Lima. Fue fundado en el año 2000, participó cuatro temporadas en Segunda División hasta su desaparición en el 2004.

## Historia
El Club Telefunken 20 era un equipo originario de Huaral, provincia de Lima; que fue una sensación en la Copa Perú del 1998 llegando a las semifinales de la etapa nacional. Aunque no logró campeonar fue mérito suficiente para ascender a la Segunda División de 1999.
En la Segunda División de 1999, desempeñó una campaña regular y buscando la manera de ganar simpatía de la gente de Huaral, usó un uniforme igual al de Unión Huaral. En el año 2000, el Grupo Cooperativa Solar (Coopsol) adquirió la categoría del Club Telefunken 20, que hasta ese momento participaba en la Segunda División. Con el apoyo económico de la empresa matriz, Coopsol debutó en el torneo de ascenso ubicándose en la octava posición.
Al año siguiente, Sport Coopsol se ubicó noveno entre 16 elencos participantes. En el 2002 estuvo a punto de descender, sin embargo se ubicó en el puesto trece por encima de los descendidos Guardia Republicana, Lawn Tennis y Bella Esperanza. El año 2003 el grupo patrocinador decidió hacer una mayor inversión y conformó un mejor plantel que le permitió obtener el título de Segunda División.
Luego de mantenerse en la Segunda División, Sport Coopsol, cuya sede principal era la ciudad de Lima, efectuó una gran campaña en el torneo de 2003 pues se ubicó en el primer lugar con 55 puntos producto de 18 triunfos, un empate y cinco derrotas. Entre sus principales figuras destacaban José Carlos Fernández, Manuel Tenchy Ugaz, Wilmer Carrillo, Eddie Carazas, Giancarlo Chichizola, el capitán Víctor Anchante, Paulo Zabárbulo, el exjugador de IMI de Talara y Melgar Luis Bello y el arquero Héctor Hernández. Era dirigido por Jorge Machuca, quien reemplazó al paraguayo César Cubilla en el transcurso del torneo. 
Coopsol dio la vuelta olímpica en el estadio de la Universidad Nacional de Ingeniería un 19 de octubre de 2003, tras derrotar por la mínima diferencia a Sporting Cristal B. El cuadro celeste era su máximo perseguidor, pero igual no podía ascender al ser la filial del primer equipo cervecero. El tanto triunfal lo marcó Giancarlo Chichizola.
Cuando se esperaba que Sport Coopsol regresara a la Primera División (aunque, como se mencionó, en estricto este equipo era la filial del que descendió en 2002), el presidente del club Freddy Ames decidió vender la categoría a la Universidad de San Martín de Porres, que deseaba entrar al fútbol con un equipo propio. Finalmente el año 2004 Sport Coopsol, quien ascendió a la profesional siendo DT Jorge Machuca Velásquez. Coopsol decide venderle la categoría a la Universidad San Martín de Porres, que deseaba formar su equipo de fútbol, y desaparece del mundo futbolístico.

## Uniforme
- Uniforme titular: Camiseta roja, pantalón azul, medias blancas.
- Uniforme alternativo: Camiseta blanca, pantalón blanco, medias blancas.

Telefunken 20, de 1980's
| Titular 1 | Titular 2 | Alterno |

Telefunken 20, de 1990's
| Titular | Alterno 1 | Alterno 2 |

Telefunken 20, de 1999
| Titular | Alterno |

Sport Coopsol, 2000/2001
| Titular Inicial | Titular Final | Alterno Inicial | Alterno Final |

Sport Coopsol, 2002
| Titular Inicial | Titular Final | Alterno Inicial | Alterno Final |

Sport Coopsol, 2003
| Titular | Alterno |

## Entrenadores
Club Telefunken 20
- Juan Vidales (1998) Campeón Región IV 1998
- Agapito Rodríguez (1999)
- Rafael Castillo (1999)
- Jorge Campos (1999)

Club Sport Coopsol
- Víctor Benavides (2000)
- Luis Ascencio Artencio (2000)
- David Zuloaga (2001)
- Rafael Castillo (2001)
- Medardo Arce (2002)
- Orlando Mendoza (2002)
- Percy Maldonado (2002)
- César Cubillas (2003)
- Jorge Machuca (2003) Campeón Segunda División Perú 2003

## Relacionado
- Sport Coopsol de Trujillo
- Deportivo Coopsol

## Palmarés

### Torneos nacionales
- Segunda División del Perú (1): 2003
- Departamental de Lima (2): 1984 y 1998